# نامور (ویسکانسین)
نامور (به انگلیسی: Namur) یک منطقهٔ مسکونی در ایالات متحده آمریکا است که در Union واقع شده‌است.